# بلبل زرین
بلبل زرین (نام علمی: Calyptocichla serinus) یک عضو خانواده بلبلان است که در غرب و مرکز آفریقا یافت می‌شود. تنها عضو سردهٔ Calyptocichla است. نام دیگر این گونه بلبل سبز زرین (به انگلیسی: Serene Greenbul) است.

## پراکندگی و زیستگاه
این گونه در جنگل‌ها از سیرالئون تا غنا، جنوب شرقی نیجریه و غرب کامرون تا جمهوری آفریقای مرکزی و در نهایت شمال غرب آنگولا پراکنش دارد.

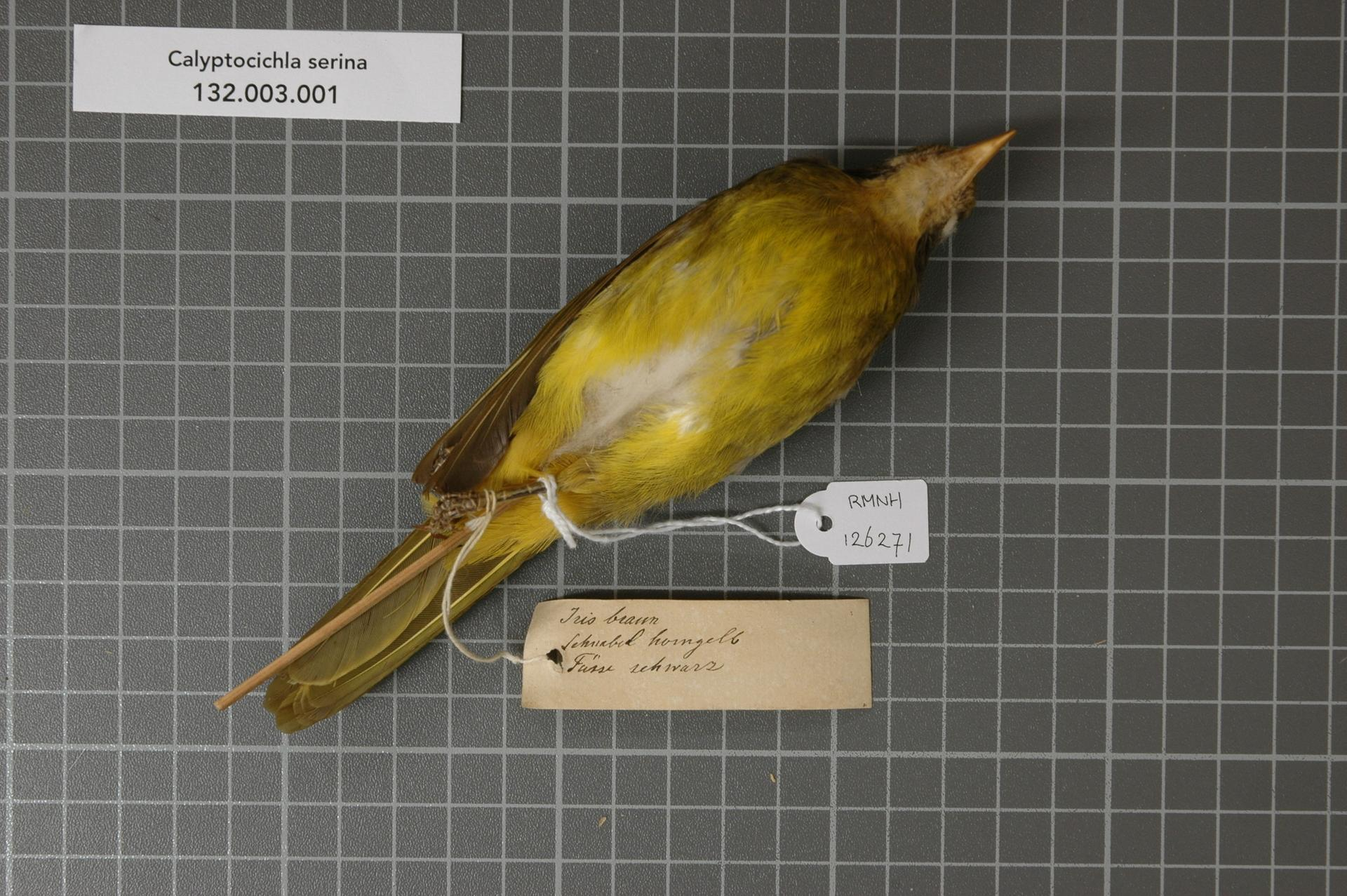
نمونۀ موزۀ Same در بالا چپ، اکنون شکم در بالا در Naturalis